# Zebridonus
Zebridonus is een geslacht van kreeftachtigen uit de klasse van de Malacostraca (hogere kreeftachtigen).

## Soort
- Zebridonus mirabilis D. G. B. Chia, Ng & Castro, 1995